# 正木航平
正木 航平（まさき こうへい、Kohei Masaki、1989年4月21日 - ）は、日本の俳優。埼玉県出身。
2016年まで劇団カムカムミニキーナに所属していた。株式会社ワイケーエージェント所属。

## 略歴
- 2012年、明治大学情報コミュニケーション学部を卒業。
- 2012年より劇団カムカムミニキーナ（松村武主宰・八嶋智人や山崎樹範などが所属）に参加。
- 2016年にカムカムミニキーナから退団し、2017年1月1日に事務所のグロリアスクリエーションズの業務中止が発表され当分はフリーランスとして活動していく事を公表したと同時に公式サイトもオープンした。
- 2021年2月よりセントラル株式会社（現ワイケーエージェント）に所属することを発表。

## 出演作品

### テレビドラマ
- 声春っ! 第10話（2021年7月、日本テレビ） - MC 役
- TOKYO MER〜走る緊急救命室〜（2021年7月4日 - 、TBS） - 入谷洸平 役（レギュラー）
- 仮面ライダーセイバー第46章、第47章（2021年8月、テレビ朝日） - 市民 役
- アバランチ 第2話（2021年10月25日、カンテレ・フジテレビ系） - 係員 役
- ジャックフロスト 第6話（2023年3月31日、毎日放送）

### インターネットドラマ
- あざとくて何が悪いの? あざと連ドラ「あざとい女のマイルール 」（2022年5月29日配信、ABEMA）
- 東京グルメ図鑑（2024年9月、東京カレンダー）〜港区婚活バトル編〜 第4話

### 映画
- HiGH&LOW THE WORST X（2022年）
- よだかの片想い（2022年）- 教師 役
- 劇場版TOKYO MER〜走る緊急救命室〜（2023年、東宝） - 入谷洸平 役
- コーヒーはホワイトで（2024年） - 大貫慎也 役

### バラエティ
- 全力坂 インフォマーシャル GLOBAL WORK篇、三菱地所篇、ハウス食品篇、バカルディジャパン篇、アサヒビール篇、ハードオフコーポレーション篇、バンカブル篇、セイコー篇、JTB篇、チョーヤ梅酒篇、青山商事篇、オージービーフ篇（2016年9月、2021年4月、5月、10月、2022年4月、12月、2023年2月、4月、2024年1月、7月、テレビ朝日）
- 教えてもらう前と後（2018年9月、TBS系）
- ゴーちゃん。Lab. 日清製粉グループ篇、 クオカード篇、チヨダ篇（2021年6月、2022年4月、8月、テレビ朝日）
- ぐるぐるナインティナイン（2021年6月、10月、日本テレビ系） - デヴィ夫人再現ドラマ、鈴木亮平再現ドラマ
- ザ!世界仰天ニュース（2022年3月、日本テレビ系） - 再現ドラマ
- あしたの内村!!（2022年6月、フジテレビ系） - 再現ドラマ
- まだアプデしてないの?（2023年1月、テレビ朝日系） -芸能界あるあるクエスト
- ダウンタウンのガキの使いやあらへんで!（2023年6月、日本テレビ系）-オダウエダ植田の七変化
- テレビ千鳥（2023年11月、テレビ朝日）-ノブの演技が見たいんじゃ!!『NOVANT』
- お願い！ランキング presents そだてれび（2023年12月、テレビ朝日） - 『恋のようなものであって きっと恋ではないなにか』 富樫リクト 役
- あざとくて何が悪いの?（2024年4月、7月、テレビ朝日） - あざと連ドラ第10弾『港区男子のあざと人生ノート』第2話、強い女性が落ちた男性のあざとテク

### CF
- 北陸銀行 ほくほくPay 飲食店篇/いろんな場所で篇
- メモリード
- omiai アプリ
- 株式会社リオ Personal RPA
- ほけんの窓口
- スタッフサービス
- UltraImpression

### 舞台
- 劇団カムカムミニキーナ『えびすしげなり〜夷繁成〜』（2012年、ウエストエンドスタジオ 他）
- 天才劇団バカバッカ vol.8『ファミリー・ウォーズ』（2012年、ザ・ポケット）
- 劇団カムカムミニキーナ『ひーるべる』（2012年、座・高円寺1 他）
- 沢井正棋プロデュース公演『ハイエナ』（2013年、新宿タイニイアリス）
- 演劇ユニットレッドカンパニー第4回公演『遙か』（2013年、ザ・ポケット）
- 劇団カムカムミニキーナ『熊の親切〜閻魔悪餓鬼温泉騒動記〜』（2013年、ウエストエンドスタジオ 他）
- 劇団カムカムミニキーナ『クママーク〜隈膜下蜘蛛真赤熊野千年真悪乃生意気〜』（2013年、座・高円寺1 他）
- レッドカンパニー 朗読劇『星が見えるかい』（2014年、鯛カフェ）
- 劇団カムカムミニキーナ『遮光器〜サングラス・グループの結成〜』（2014年、ウエストエンドスタジオ 他）
- 江古田のガールズ 5周年特別記念公演『解散』（2014年、本多劇場）
- Air studio Produce『MOTHER〜特攻の母 鳥濱トメ物語〜』（2014年、新国立劇場 小劇場）
- 劇団カムカムミニキーナ『G（ギガ）海峡〜禍福はあざなえる縄のごとし〜』（2014年、座・高円寺1 他）
- 演劇ユニットMOSH SHORT COLLECTION 08『恋する惑星』（2015年、築地ブディストホール）
- 劇団カムカムミニキーナ『スワン・ダイブ』（2015年、本多劇場 他）
- Office ENDLESS produce vol.18 『知り難きこと陰の如く、動くこと雷霆の如し。』（2015年、全労済ホール／スペース・ゼロ）
- 劇団カムカムミニキーナ『「＞（ダイナリィ）」〜大稲荷・きつね色になるまで入魂〜』（2015年、座・高円寺1）
- 江古田のガールズ 7周年記念特別公演『仮面音楽祭』（2016年、本多劇場）
- 劇団マツモトカズミ プロデュース公演『読モの掟！2016』（2016年、新国立劇場 小劇場）[1]
- 劇団カムカムミニキーナ『野狂〜おのしのこのし〜』（2016年、座・高円寺1 他）
- ODDプロデュース『君死ニタマフ事ナカレ零』（2016年、新宿村LIVE） - コウジ 役[2]
- 朝劇 西新宿『恋の遠心力』（2017年、GLASS DANCE 新宿）※ゲスト出演
- 朝劇 渋谷『バトル・コンプレックス』（2017年、東京基地 離 スペイン坂店）※レギュラー出演
- 『舞台 サイレントメビウス』（2017年、シアターサンモール） - ピアス 役[3]
- 朝劇 渋谷ex（2017年、渋谷 vandalism）
- 朝劇 西新宿『愛の回転式』（2017年-、GLASS DANCE 新宿）
- 舞台『文豪ストレイドッグス』（2017年12月 - 2018年2月、AiiA 2.5 Theater Tokyo 他） - 梶井基次郎 役[4]
- 『大正浪漫探偵譚 -六つのマリア像-』（2018年、シアター1010） - 水本雄西 役[5][6]
- 舞台『宇宙戦艦ティラミス』（2018年、シアターサンモール 他） - マーティン・アンサンブル 役[7]
- 朝劇 明大前『GOOD TIME LOVE』（2018年 - 2019年、ダイニングバーKUU）
- 『ボクとママと発達障がい』/『ヘルプマークのトリセツ』（2018年、新宿シアターモリエール）
- 実弾生活アナザー『なんてったってビジランテ』（2018年、池袋シアターグリーン BIGTREETHEATER）[8]
- こちらスーパーうさぎ帝国 『クリームソーダ』（2019年、浅草九劇）
- 舞台『文豪ストレイドッグス 三社鼎立』（2019年6月 - 7月、日本青年館ホール 他） - 梶井基次郎 役[9]
- 舞台『宇宙戦艦ティラミスII』～蟹・自分でむけますか～（2019年12月 - 2020年1月、品川プリンスホテル クラブeX 他） - エスカレド ・キャデラック 役[10]
- Uzumeプロデュース公演『青月の影、忘るる雷雲の中に』（2020年2月、新宿コフレリオシアター）
- 実弾生活 THE BEST（2020年10月、下北沢駅前劇場）※ゲスト出演
- CONTE STAGE『休日の夢』（2020年）
- 朝劇明大前『概念衝突レストラン』（2022年、ダイニングバーKUU）
- 舞台『宇宙戦艦ティラミス～銀河列車で遊郭行きてぇなぁ編～』（2022年10月、こくみん共済 coop ホール／スペース・ゼロ） - エスカレド ・キャデラック 役[11]
- 朝劇明大前『謎解きゲームビッグボーナス』（2023年、ダイニングバーKUU）
- 舞台『文豪ストレイドッグス 共喰い』（2023年6月 - 7月、COOL JAPAN PARK OSAKA WWホール 他） - 梶井基次郎 役[12]
- 舞台『宇宙戦艦ティラミス』完結編〜ファイナルラストはエンドの終わり〜（2023年9月、瑞穂市サンシャインホール 他） - エスカレド・キャデラック 役[13]
- Identity V STAGE Episode4『Phantom of The Monochrome』（2024年5月 - 6月、IMM THEATER 他） - 墓守/アンドルー・クレス 役
- Identity V STAGE Episode5『Break the Golden Night』  （2024年10月、シアターH） - 墓守/アンドルー・クレス 役

### ミュージックビデオ
- 瀬戸山清香×金子恭平『Brand New Story』（2018年10月13日、UCM）
- しゅーず 『またねがあれば』（2023年3月15日、ポニーキャニオン）

### 雑誌
- 『キャストサイズ』冬の特別号2017
- 『キャストサイズ』夏の特別号2017
- 『キャストサイズ 』特別号2018 March

### ラジオ
- web radio『ラ・ジオヤジラ』第17、18回 ゲスト出演（2017年）
- web radio『松井菜桜子Presents 705R-FM』第26回 ゲスト出演（2017年）

### Youtube
- YouTubeチャンネル『89's BASEBALL LAB』（2017年～）